# 维勒班
维勒班（法語：Villeurbanne，法語發音：[vilœʁban] ⓘ），法国东部城市，奥弗涅-罗讷-阿尔卑斯大区的一个市镇，原属于罗讷省，自2015年起成为里昂大都会的一部分。
维勒班位于里昂市区东北部，罗讷河左岸，是里昂的一个近郊卫星城，其市镇面积为14.52平方公里，2022年1月1日时人口数量为162,207人，是法国人口数量最多的卫星城，在所有法国城市中排名第21位。
维勒班自19世纪中后期快速发展，多个行政和教育机构位于其境内，2条里昂地铁、3条有轨电车及数十条公交线路在此交汇。

## 地名来源
“维勒班”一名来源于古拉丁语，意为“长官居住的地方”，后逐渐衍变成为。
“维勒班”为传统译名。按照汉法地名译音表，应被翻译为“维勒尔巴讷”。

## 历史

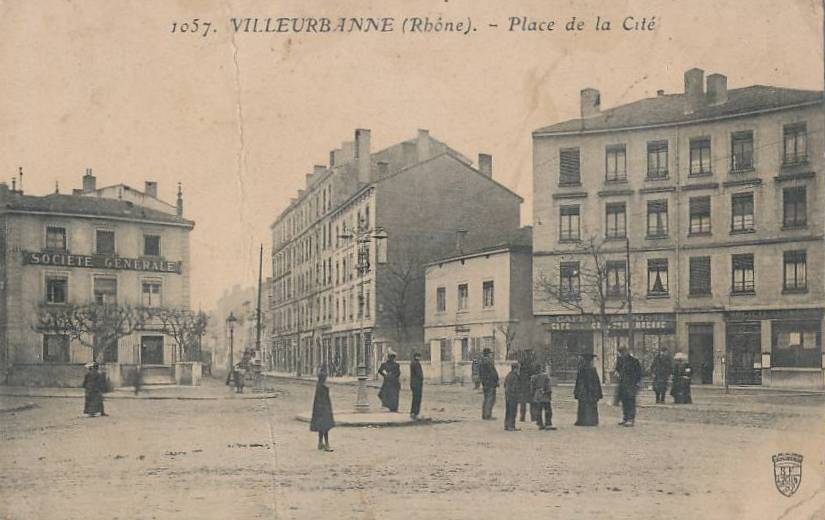
18世纪末的维勒班

维勒班历史上长期为多菲内的一块领地，1349年，维埃纳的于贝尔二世通过《罗芒条约》将此地转让给了腓力六世，成为法兰西王室领土。法国大革命结束后，维勒班成为伊泽尔省的一个市镇，1852年改划至罗讷省管辖。19世纪中后期，随着工业革命的发展及里昂的城市扩张，维勒班成为一座重要的卫星城和居民区，人口数量由1861年的0.6万增加到了1931年的8.2万。1944年8月，当地民众自发参与爱国者与外籍劳工联盟，并组织维勒班起义，最终解放了维勒班。二战后，维勒班逐渐发展成为一个科教园区，1978年，连接维勒班和里昂市中心的地铁A线正式通车。2015年，维勒班成为里昂大都会的一部分。

## 地理

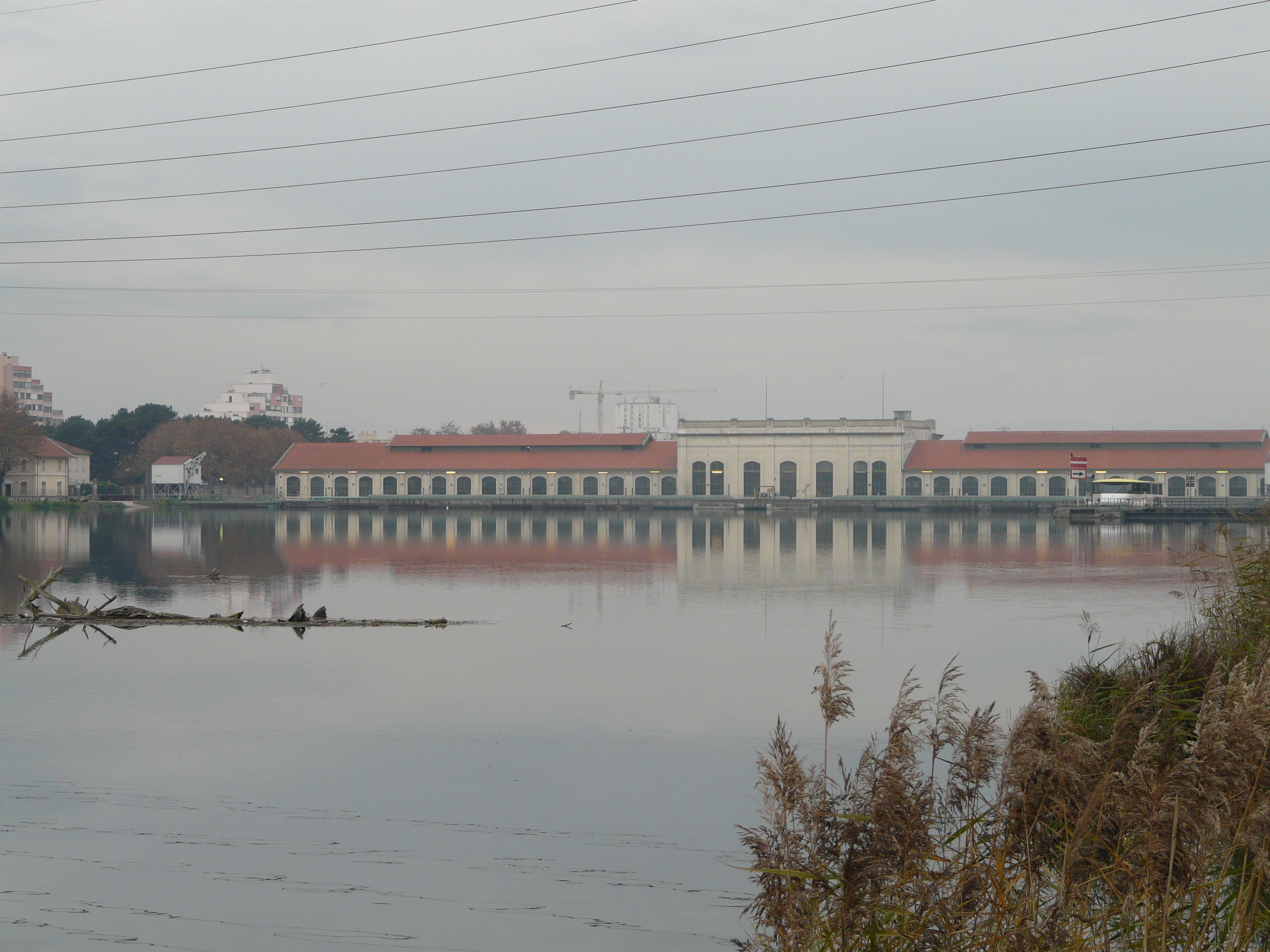
屈塞水电站

维勒班位于法国东部偏南，奥弗涅-罗讷-阿尔卑斯大区中部和罗讷省南部，距离里昂市中心大约5公里。与维勒班接壤的市镇包括：布龙、卡吕尔和屈尔、里昂、沃昂沃兰。

### 地形
维勒班境内地势平坦，海拔在165到189米之间。

### 水文
罗讷河流经境内北部，为法国五大河流之一，该河维勒班段左岸建有若纳日运河，并有屈塞水电站。

### 气候
维勒班在柯本气候分类法中属于温带海洋性气候。
距离维勒班最近的气象站位于里昂，以下为该气象站的数据：
| 里昂-布龙气象站1981年－2019年 | 里昂-布龙气象站1981年－2019年 | 里昂-布龙气象站1981年－2019年 | 里昂-布龙气象站1981年－2019年 | 里昂-布龙气象站1981年－2019年 | 里昂-布龙气象站1981年－2019年 | 里昂-布龙气象站1981年－2019年 | 里昂-布龙气象站1981年－2019年 | 里昂-布龙气象站1981年－2019年 | 里昂-布龙气象站1981年－2019年 | 里昂-布龙气象站1981年－2019年 | 里昂-布龙气象站1981年－2019年 | 里昂-布龙气象站1981年－2019年 | 里昂-布龙气象站1981年－2019年 |
| 月份                          | 1月                           | 2月                           | 3月                           | 4月                           | 5月                           | 6月                           | 7月                           | 8月                           | 9月                           | 10月                          | 11月                          | 12月                          | 全年                          |
| ----------------------------- | ----------------------------- | ----------------------------- | ----------------------------- | ----------------------------- | ----------------------------- | ----------------------------- | ----------------------------- | ----------------------------- | ----------------------------- | ----------------------------- | ----------------------------- | ----------------------------- | ----------------------------- |
| 历史最高温 °C（°F）           | 19.1 (66.4)                   | 21.9 (71.4)                   | 25.7 (78.3)                   | 30.1 (86.2)                   | 34.2 (93.6)                   | 38.4 (101.1)                  | 40.4 (104.7)                  | 40.5 (104.9)                  | 35.8 (96.4)                   | 28.4 (83.1)                   | 23 (73)                       | 20.2 (68.4)                   | 40.5 (104.9)                  |
| 平均高温 °C（°F）             | 6.4 (43.5)                    | 8.4 (47.1)                    | 13 (55)                       | 16.3 (61.3)                   | 20.8 (69.4)                   | 24.6 (76.3)                   | 27.7 (81.9)                   | 27.2 (81.0)                   | 22.7 (72.9)                   | 17.4 (63.3)                   | 10.8 (51.4)                   | 7.1 (44.8)                    | 16.9 (62.4)                   |
| 日均气温 °C（°F）             | 3.4 (38.1)                    | 4.8 (40.6)                    | 8.4 (47.1)                    | 11.4 (52.5)                   | 15.8 (60.4)                   | 19.4 (66.9)                   | 22.1 (71.8)                   | 21.6 (70.9)                   | 17.6 (63.7)                   | 13.4 (56.1)                   | 7.5 (45.5)                    | 4.3 (39.7)                    | 12.5 (54.5)                   |
| 平均低温 °C（°F）             | 0.3 (32.5)                    | 1.1 (34.0)                    | 3.8 (38.8)                    | 6.5 (43.7)                    | 10.7 (51.3)                   | 14.1 (57.4)                   | 16.6 (61.9)                   | 16 (61)                       | 12.5 (54.5)                   | 9.3 (48.7)                    | 4.3 (39.7)                    | 1.6 (34.9)                    | 8.1 (46.6)                    |
| 历史最低温 °C（°F）           | −23 (−9)                      | −22.5 (−8.5)                  | −10.5 (13.1)                  | −4.4 (24.1)                   | −3.8 (25.2)                   | 2.3 (36.1)                    | 6.1 (43.0)                    | 4.6 (40.3)                    | 0.2 (32.4)                    | −4.5 (23.9)                   | −9.4 (15.1)                   | −24.6 (−12.3)                 | −24.6 (−12.3)                 |
| 平均降水量 mm（）             | 47.2 (1.86)                   | 44.1 (1.74)                   | 50.4 (1.98)                   | 74.9 (2.95)                   | 90.8 (3.57)                   | 75.6 (2.98)                   | 63.7 (2.51)                   | 62 (2.4)                      | 87.5 (3.44)                   | 98.6 (3.88)                   | 81.9 (3.22)                   | 55.2 (2.17)                   | 831.9 (32.75)                 |
| 月均日照時數                  | 73.9                          | 101.2                         | 170.2                         | 190.5                         | 221.4                         | 254.3                         | 283                           | 252.7                         | 194.8                         | 129.6                         | 75.9                          | 54.5                          | 2,002                         |
| 来源：infoclimat.fr           |                               |                               |                               |                               |                               |                               |                               |                               |                               |                               |                               |                               |                               |

## 行政区划
维勒班是法国奥弗涅-罗讷-阿尔卑斯大区罗讷省的一个市镇，编号为69266。因里昂大都会的特殊地位（具有一些省级行政权力），故有时维勒班又被认为独立于罗讷省。
法国国家统计与经济研究所（简称）在进行数据统计时，将维勒班划入里昂城市核心区和里昂城市区。
同时，还将维勒班市镇分为了48个“信息块区”（IRIS），以便于统计人口分布情况。

## 交通

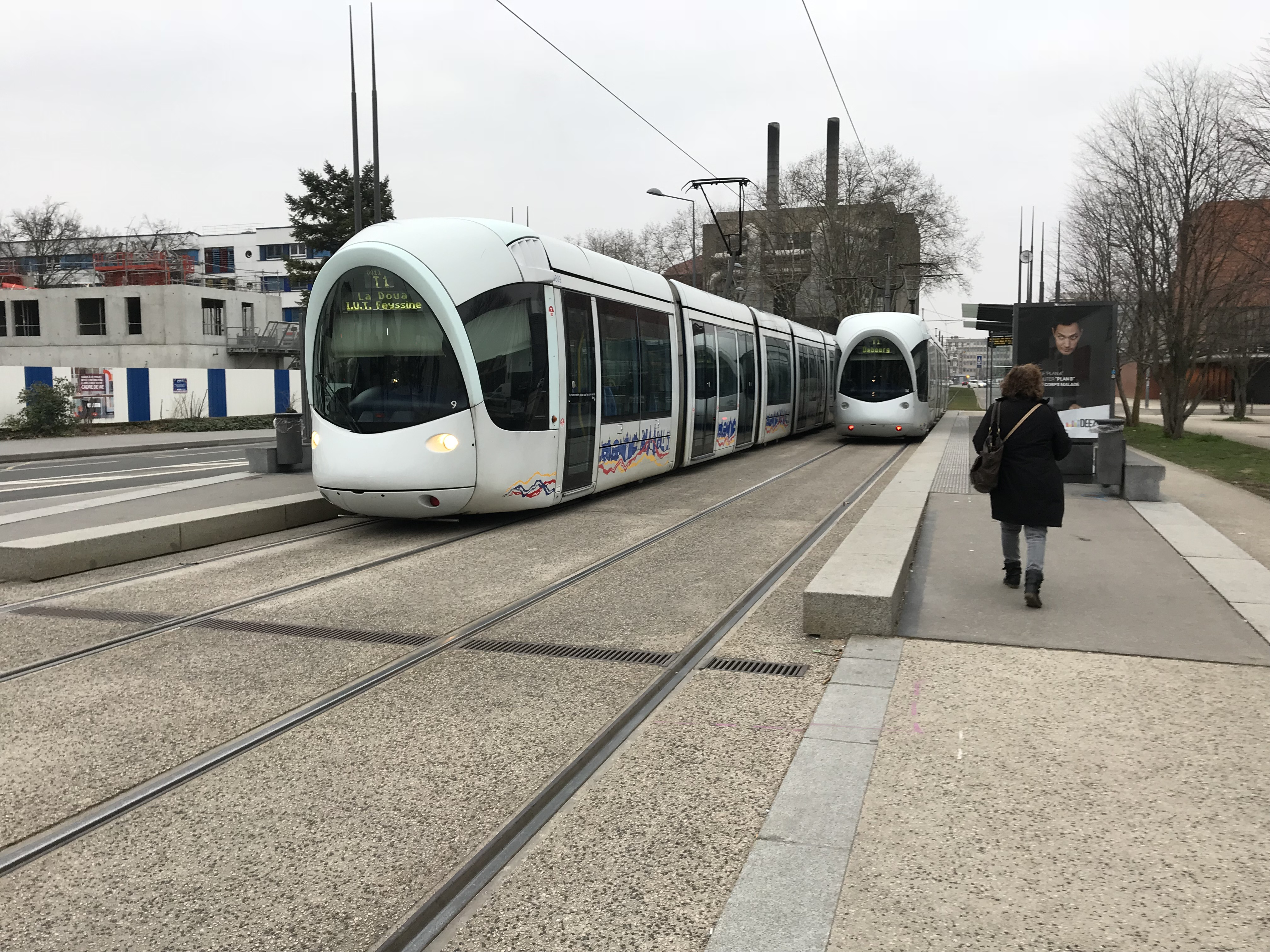
里昂有轨电车T1线“爱因斯坦站”

### 道路设施
里昂环城大道东北段经过维勒班境内，并设有多个出入口，A42和A46两条高速公路亦从维勒班出发向东北延伸。
2015年，57.3%的维勒班家庭拥有至少一辆的私人汽车。2016年，维勒班境内共发生各类交通事故135起，造成4人遇难，172人受伤。

### 对外交通
距离维勒班最近的公路和铁路客运站为里昂帕尔迪厄站，后者为法国东部的重要交通枢纽。
距离维勒班最近的民用航空站为里昂圣埃克絮佩里机场，车程在半小时以内，该机场开行前往欧洲及北非主要城市的航班。

### 城市公共交通
里昂地铁A线在维勒班境内设有7个车站：沙尔佩讷-夏尔·埃尔尼、共和国-维勒班、格拉特-谢勒、弗拉谢-阿兰·吉耶、屈塞、洛朗·博讷韦-阿斯特罗巴勒、拉苏瓦。其中拉苏瓦站与沃昂沃兰交界，而沙尔佩讷-夏尔·埃尔尼则可换乘地铁B线。
里昂有轨电车T1线、T3线和T4线以及数十条里昂公交均经过维勒班境内。

## 政治

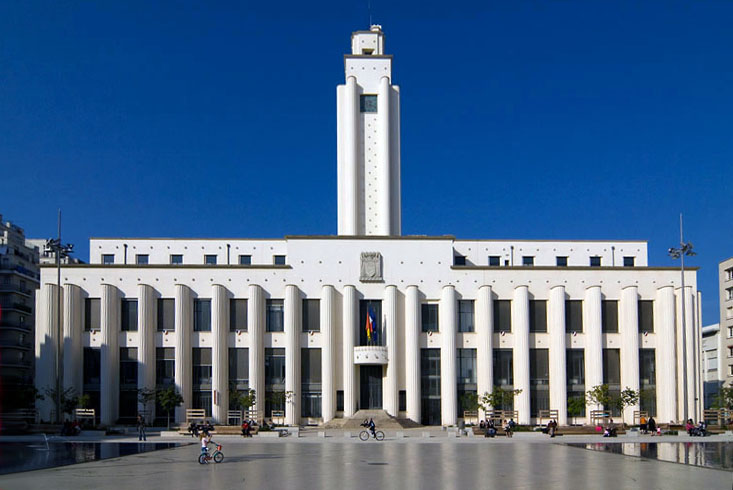
维勒班市政厅

维勒班的现任市长为塞德里克·范斯蒂芬代尔（Cédric Van Styvendael）先生，为社会党的一名成员，他在2020年的市政选举中获得了70.37%的支持率。
在2017年的法国总统大选中，法国第25任总统埃马纽埃尔·马克龙在维勒班获得了79.5%的支持率。
| 维勒班历届市长 |                       |                      |
| 任期           | 市长                  | 党派                 |
| 1944年－1947年 | 乔治·莱维             | PCF法国共产党        |
| 1947年－1953年 | 拉扎尔·古容           | SFIO工人国际法国支部 |
| 1953年－1977年 | 埃蒂安·加涅尔         | SFIO工人国际法国支部 |
| 1977年－1990年 | 夏尔·埃尔尼           | PS社会党             |
| 1990年－1997年 | 吉尔贝·沙布鲁         | PS社会党             |
| 1997年－1998年 | 雷蒙·泰拉谢           | PS社会党             |
| 1998年－2001年 | 吉尔贝·沙布鲁         | PS社会党             |
| 2001年－2020年 | 让-保罗·布雷          | PS社会党             |
| 2020年－       | 塞德里克·范斯蒂芬代尔 | PS社会党             |

## 人口
2017年，维勒班市镇人口数量为147,712，是法国人口数量最多的卫星城，超过了巴黎西郊的布洛涅-比扬古，在全法国所有城市中排名第21位。其中男性72,734人，女性76,285人，75岁及以上人口占6.5%，外籍人口数量为19,053人，人口密度为10,173人/平方公里，当地居民被称为（男性）或（女性）。2018年，维勒班境内出生2,477人，死亡人口911人。
| 年份   | 1936   | 1946   | 1954   | 1962    | 1968    | 1975    | 1982    | 1990    | 1999    | 2006    | 2011    | 2016    | 2017    |
| ------ | ------ | ------ | ------ | ------- | ------- | ------- | ------- | ------- | ------- | ------- | ------- | ------- | ------- |
| 人口數 | 81 322 | 82 399 | 81 769 | 105 416 | 119 879 | 116 535 | 115 960 | 116 872 | 124 215 | 136 473 | 145 034 | 149 019 | 147 712 |

## 经济
维勒班是一个区域性的中心城市，当地共有各类用人单位23,228家，其中98.56%为中小型企业（PME），平均历史为11年，行政、医疗及社会服务是当地的主要就业岗位类型。

## 财政收入

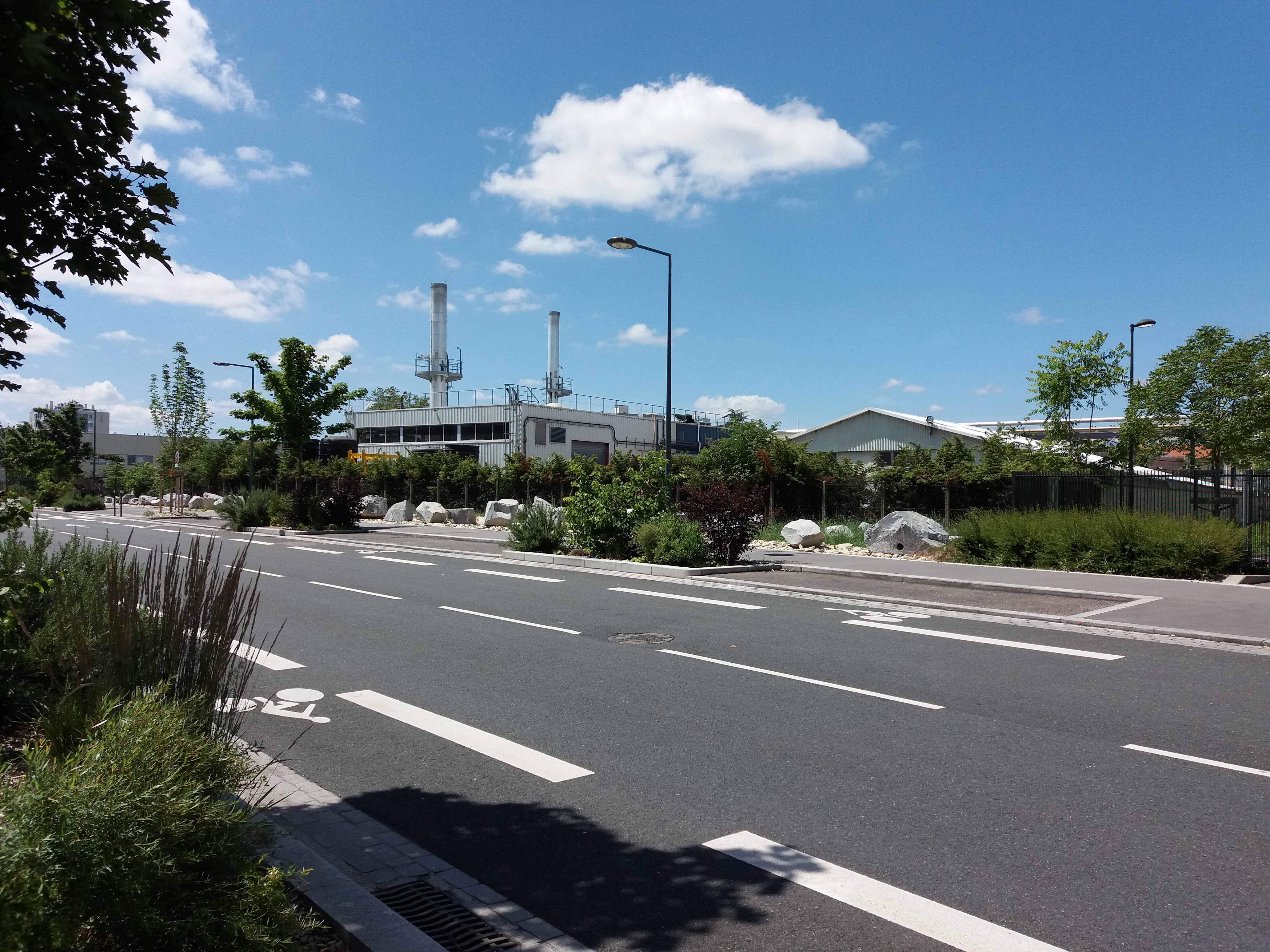
维勒班境内的一处工厂

2018年，维勒班的财政收入总额为155,245,000欧元，财政支出总额为136,404,000欧元，当年的债务总额为32,292,800欧元。
2014年，维勒班的人均收入总额为2,484欧元，其中高职人员为3,726欧元，普通职员为1,900欧元。
2016年，维勒班境内的青壮年（15至64岁）失业率为15.8%，当地45.4%的家庭拥有纳税资格。

## 社会事务

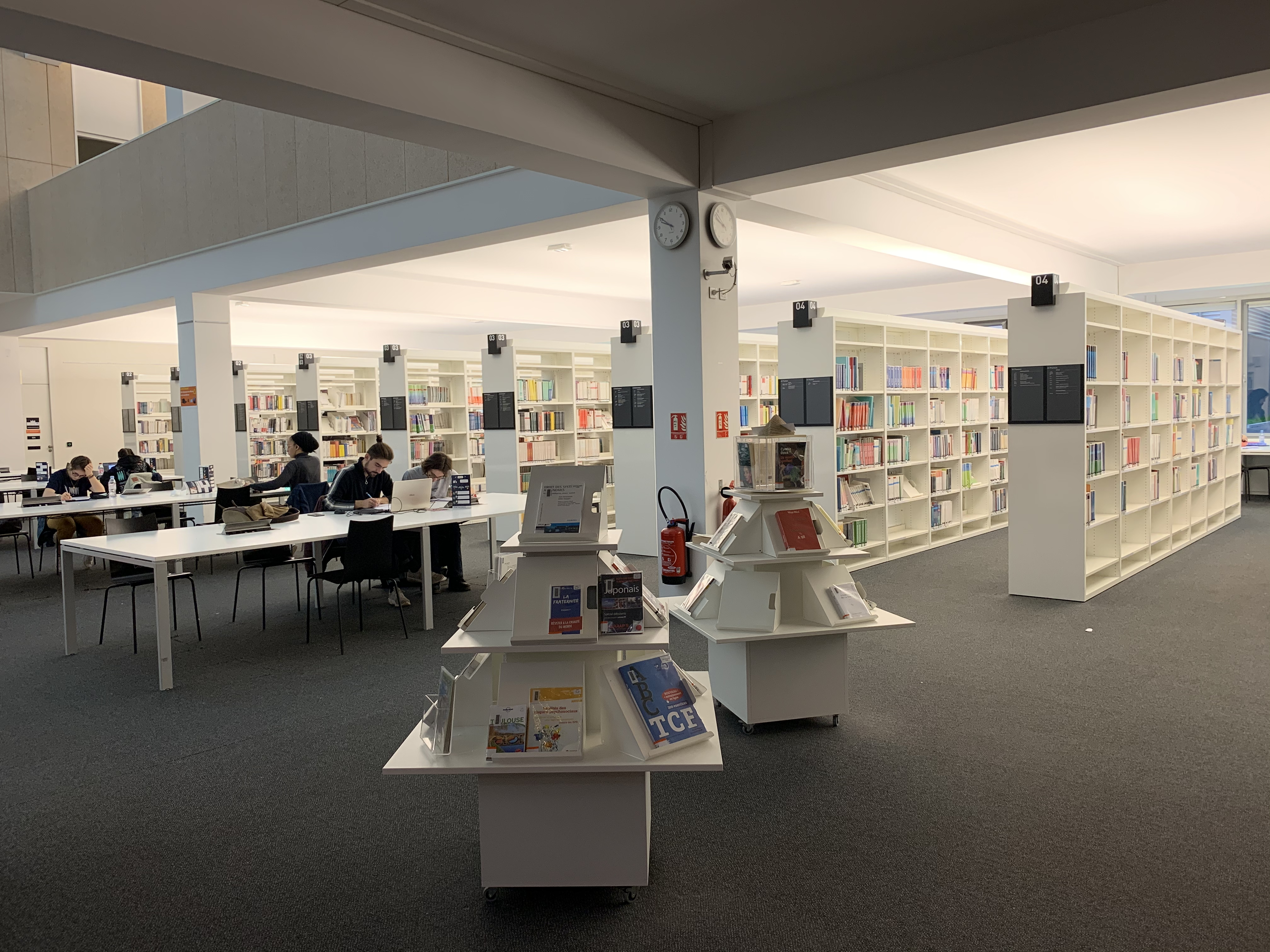
国立里昂应用科学学院图书馆

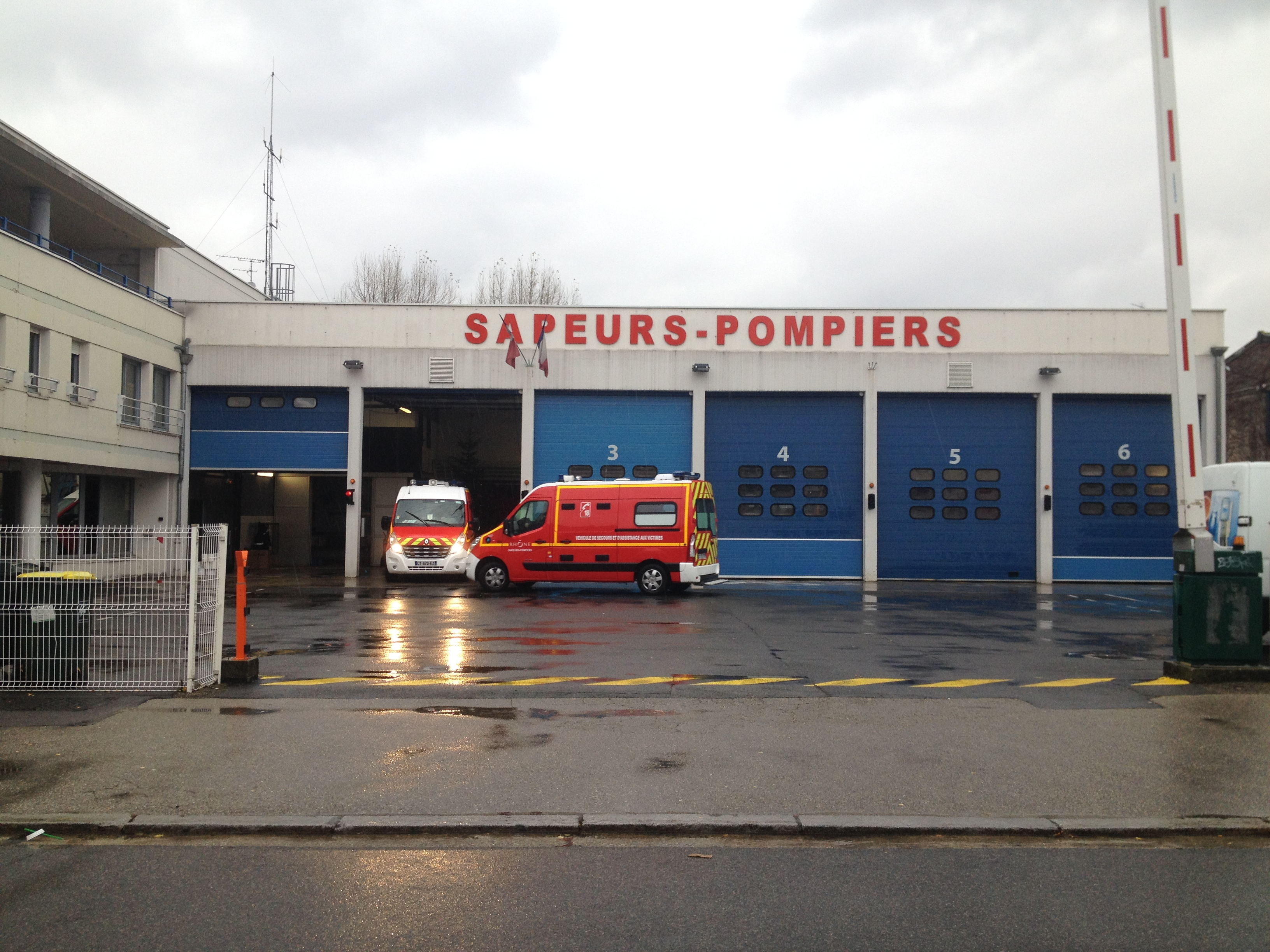
维勒班消防局

### 教育
维勒班属于里昂学区。截止2018年1月1日，维勒班境内共有25所幼儿园、33所小学、12所初级中学、5所普通高中和4所职业高中。 2018至2019学年度，维勒班境内共有学生7,811名。
在高等教育方面，维勒班市区北部设有拉杜阿大学城，占地超过100公顷，里昂第一大学及其下属的里昂第一大学综合理工学校、国立里昂应用科学学院、国立高等图书信息科学学校和里昂高等化学、物理和电子学校均位于该校区。

### 医疗
截止2017年1月1日，维勒班境内共有全科医生121名、保健师142名、牙医75名、护士177名、耳科医生5名、眼科医生4名、皮肤科医生5名、助产士14名、儿科医生6名和妇科医生14名。境内共有药房45家，养老院16家，残疾人帮扶中心11家。
维勒班附近设有多家医院。

### 住房
2015年，维勒班境内共有各类住房81,562套，其中88.3%为常住房屋。根据法国住房部的定义，维勒班境内93%的住房属于集中式住宅

### 商业
2017年，维勒班境内共有各类商铺10,247家，其中餐饮服务类3,278家。
维勒班周边多个市镇建有大型开放式商业街区。

### 体育
2017年，维勒班境内共有3家游泳池、21间健身房、2座综合体育场、56处网球场、15处足球或橄榄球场以及11处篮球或排球场。

### 环境
维勒班的环境事务由其所属的公共社区负责。2017年，维勒班境内共有34家污染企业。

### 治安
2014年，维勒班及附近地区共发生各类案件85,167起，其中盗窃类案件53,082起，经济类案件6,990起，毒品交易类案件6,761起。

## 文化

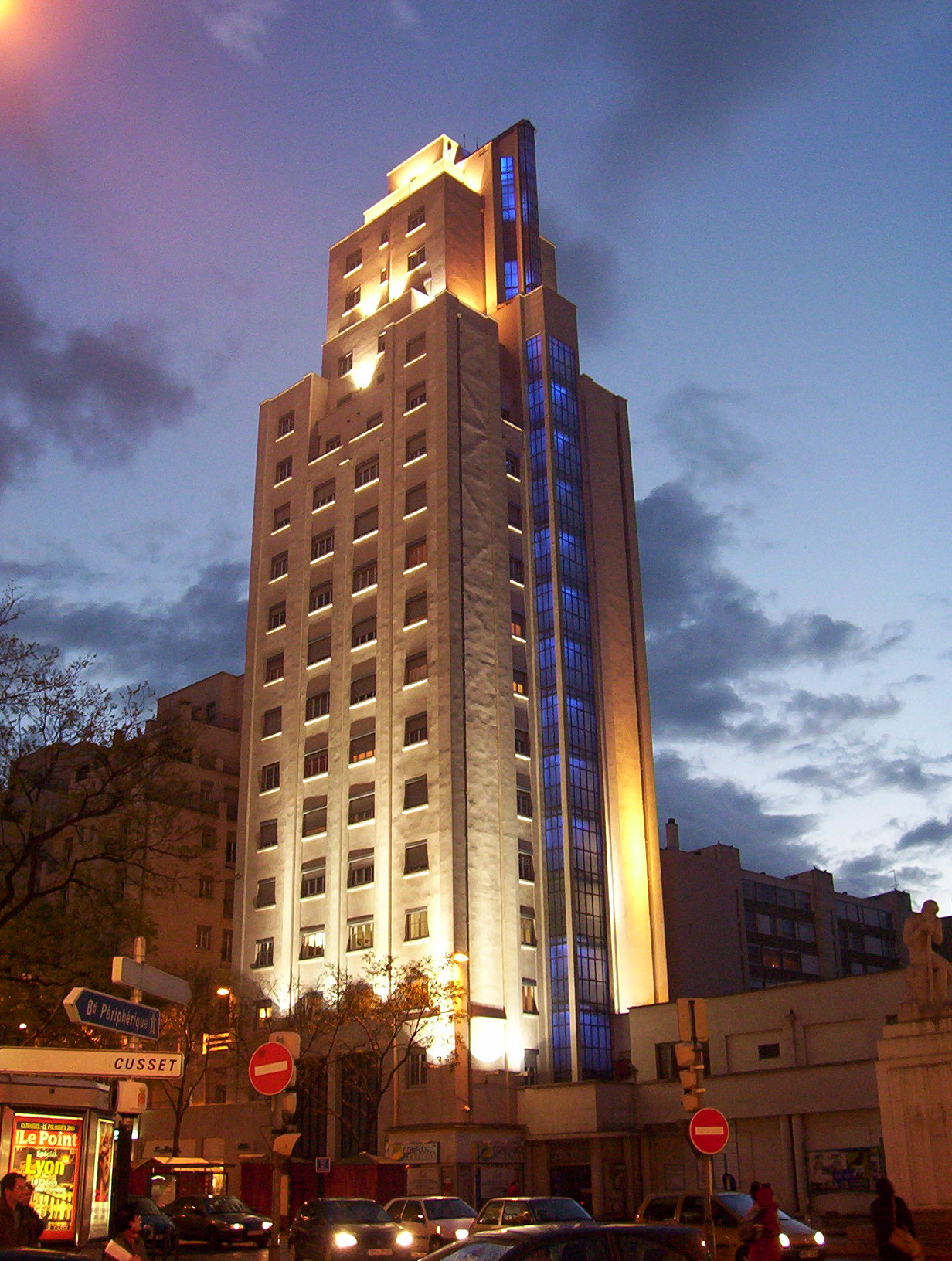
摩天街区的西塔

2017年，维勒班境内共有4个剧场、1个电影院和1个音乐厅。

### 建筑
维勒班境内以现代建筑为主，主要分布于格拉特-谢勒街区境内，这一地区建于1931至1934年间，现为维勒班的商业及行政中心。维勒班圣家堂则是当地的一个天主教建筑。

### 旅游
2018年，维勒班境内共有6个宾馆共计558间房间。

### 媒体
法国主要的媒体均可在维勒班接收，法国电视三台下属的奥弗涅-罗讷-阿尔卑斯大区频道在部分时段播出维勒班所属区域的地方新闻。

## 对外交流
截至2020年4月，维勒班共与六座城市互为友好城市关系、三座城市互为合作交流城市，另有5个国家的驻里昂领事馆设于维勒班境内。

### 友好城市
| - 德国 阿尔滕堡 - 白俄羅斯 莫吉廖夫 - 以色列 巴特亚姆 | - 西班牙 阿瓦尼利亚 - 亞美尼亞 阿博維揚 - 阿尔及利亚 欧勒马 |

### 合作交流城市
- 波蘭 拉多姆
- 突尼西亞 斯法克斯
- 衣索比亞 德雷达瓦

### 领事馆
| - 瑞士驻里昂领事馆 - 西班牙驻里昂领事馆 - 日本驻里昂领事馆 | - 多哥驻里昂领事馆 - 爱尔兰驻里昂领事馆 |